# Gornja Petrička
Gornja Petrička falu Horvátországban Belovár-Bilogora megyében. Közigazgatásilag Ivanskához tartozik.

## Fekvése
Belovártól légvonalban 19, közúton 25 km-re délre, községközpontjától légvonalban 5, közúton 9 km-re délre, a Monoszlói-hegység keleti lejtőin, Babinac, Donja Petrička és Martinac között fekszik.

## Története
Petrička helyén már a középkorban jelentős település volt, melynek plébániáját 1334-ben „ecclesia beati Petri apostoli de Dubnicha” alakban említik. A középkori templom a mai falu központjában a mai Szent Péter Pál templom helyén állt. Rajta kívül még két kápolnát is említenek, melyek Szent Eranciscus és Szent Katalin tiszteletére voltak szentelve. A középkori falut a török pusztította el a 16. század közepén. Ezt követően a térség mintegy száz évig lakatlan maradt.
A mai falu a török kiűzése után a 17. század közepén keletkezett, amikor katolikus horvát lakossággal telepítették be. Nevét templomának védőszentjéről kapta. 1774-ben az első katonai felmérés térképén „Dorf Petrichka” néven szerepel. A Horvát határőrvidék részeként a Kőrösi ezredhez tartozott. Lipszky János 1808-ban Budán kiadott repertóriumában „Petrichka” a neve.  
Nagy Lajos 1829-ben kiadott művében „Petrichka” néven 84 házzal, 481 katolikus lakossal találjuk. A település 1809 és 1813 között francia uralom alatt állt.
A katonai közigazgatás megszüntetése után Magyar Királyságon belül Horvátország része, Belovár-Kőrös vármegye Belovári járásának része lett. A településnek 1857-ben 559, 1910-ben 330 lakosa volt. Lakói mezőgazdaságból, állattartásból éltek. 1918-ban az új szerb-horvát-szlovén állam, majd később Jugoszlávia része lett. 1941 és 1945 között a németbarát Független Horvát Államhoz, majd a háború után a szocialista Jugoszláviához tartozott. A háború után a fiatalok elvándorlása miatt lakossága folyamatosan csökkent. 1991-től a független Horvátország része. 1991-ben teljes lakossága horvát nemzetiségű volt. A délszláv háború idején mindvégig horvát kézen maradt. 1993 óta az önálló Ivanska község része, azelőtt Csázma községhez tartozott. 2011-ben a településnek 104 lakosa volt.

## Lakossága
| Lakosság változása | Lakosság változása | Lakosság változása | Lakosság változása | Lakosság változása | Lakosság változása | Lakosság változása | Lakosság változása | Lakosság változása | Lakosság változása | Lakosság változása | Lakosság változása | Lakosság változása | Lakosság változása | Lakosság változása | Lakosság változása |
| ------------------ | ------------------ | ------------------ | ------------------ | ------------------ | ------------------ | ------------------ | ------------------ | ------------------ | ------------------ | ------------------ | ------------------ | ------------------ | ------------------ | ------------------ | ------------------ |
| 1857               | 1869               | 1880               | 1890               | 1900               | 1910               | 1921               | 1931               | 1948               | 1953               | 1961               | 1971               | 1981               | 1991               | 2001               | 2011               |
| 559                | 488                | 538                | 298                | 314                | 330                | 312                | 326                | 322                | 317                | 293                | 221                | 177                | 147                | 136                | 104                |

(1857 és 1880 között Donja Petrička lakosságával együtt.)

## Nevezetességei
A mai templom helyén állt a középkori Dubnica falu Szent Péter temploma, melyet a török a 16. század közepén rombolt le. A 17. században betelepülő horvát lakosság a régi templom helyén új templom építésébe kezdett. Ennek az új templomnak az első említését az 1704-es egyházi vizitáció iratai között találjuk. Ebben a vizitátor megemlíti, hogy itt már a török uralom előtt is templom állt és ezt a lakosság alapjaitól újjáépítette. A templom szentélye kelet felé nézett, ehhez a hívek fából sekrestyét és a főhomlokzat fölé kis harangtornyot építettek. A templomnak famennyezete volt és a kórus is fából épült. Berendezéseként három falazott oltárt és a szentélyben Szent Péter apostol képét említik. Az épület körül akkor még temető volt. 1720-ban a vizitáció két új oltárt is említ. A templom 1721-ben az újraalapított samaricai plébánia filiája volt. 1776-ban új főoltárt építettek, majd a templom 1780-ra elnyerte mai késő barokk formáját. 1983-ban a harangtornyot, 1993-ban a homlokzatot újították fel. A templom mai formájában egyhajós, késő barokk épület. Hosszúsága 19, szélessége 7 méter. A szentély a keleti, a homlokzat a harangtoronnyal a nyugati oldalon áll. A barokk berendezés nagyrészt megmaradt. Három oltára van, a főoltár Szent Péter és Pál apostoloknak, a mellékoltárok a Szeplőtelen fogantatás és Páduai Szent Antal tiszteletére vannak felszentelve. A kóruson elhelyezett orgona 8 regiszteres, Otonić mester építette 1800-ban. Említésre méltó még a keresztút képei. A harangtoronyban két 1907-ben öntött harang található.